# Cia Rinne
Cia Rinne (født 1973 i Sverige) er en dansk/svensk/finsk/tysk digter.
Rinne har studeret filosofi i Helsinki samt ved Goethe-instituttet i Frankfurt. Udover de lyriske værker har hun arbejdet på dokumentariske projekter, blandt andet har hun sammen med en fotograf brugt flere år på at følge og dokumentere romaernes levevilkår i Europa.
Cia Rinne deltog som repræsentant for Danmark i Nordisk Debutantseminarium på Biskops Arnö i 2011.
Cia Rinne vandt Bukdahls Bets smalle pris i 2010.